# Кадла, Зденка Ивановна
Зденка Ивановна Кадла (1920—2006) — советский астроном.

## Биография
Родилась в 1920 году. В 1937 году начала учиться на физико-математическом факультете Горьковского государственного университета; в 1941 году, на последнем курсе стала работать инженером-исследователем в спектральной лаборатории Горьковского автомобильного завода, где работал её отец.
В 1944—1947 годах училась в аспирантуре при Государственном Астрономическом институте имени П.К. Штернберга при МГУ. После окончания аспирантуры работала в должности младшего научного сотрудника в Астрономическом Совете АН СССР. В 1951 году защитила диссертацию на степень кандидата физико-математических наук.
В 1959 году была зачислена младшим научным сотрудником в штат отдела фотографической астрометрии Пулковской обсерватории АН СССР, хотя фактически работала в отделе астрономических постоянных обсерватории с 1948 года. Затем стала старшим научным сотрудником того же отдела, а в 1976 году — руководителем темы по исследованию звёздных скоплений в отделе физики звезд и галактик. Благодаря её инициативе и энергии, эта область исследования получила в Пулково новое и весьма широкое направление. Многие идеи по физике звёздных скоплений, которые разрабатывались в группе Зденки Кадлы, были высказаны раньше, чем начали развиваться за рубежом. Наблюдения выполнялись на крупнейших инструментах того времени: шестиметровом и двухметровом телескопах Шемахинской обсерватории, обсерваторий Ондржейов в Чехии и Рожен в Болгарии.
Зденка Кадла была также участницей многих гравиметрических исследований и астрономических экспедиций для наблюдения солнечных затмений, в том числе под руководством своего мужа, директора Главной астрометрической обсерватории, академика Александра Александровича Михайлова. Принимала участие в обработке результатов исследования Луны космическими аппаратами.
З. И. Кадла состояла членом Международного астрономического союза, действительным членом Германской академии естествоиспытателей «Леопольдина»; была награждена медалью «За доблестный труд в Великой Отечественной войне 1941—1945 годов» и медалью «Ветеран труда».
Умерла 14 августа 2006 года. Похоронена рядом с мужем, на Пулковском кладбище, под Санкт-Петербургом.